# Laberintitis
La laberintitis és una inflamació del laberint, una part de l'orella interna que alberga el sistema vestibular que detecta els canvis en la posició del cap i regula l'equilibri. Quasi sempre és produïda per complicació d'una otitis o d'infecció gripal. La laberintitis pot causar trastorn de l'equilibri, vertigen, pèrdua d'audició i tinnitus.
La laberintitis és causada generalment per un virus, però també pot sorgir d'una infecció bacteriana, estrès, abús d'alcohol, al·lèrgia o una reacció a la medicació. Tant la laberintitis bacteriana com la viral poden causar una pèrdua permanent de l'audició.
N'existeixen diferents tipus: laberintitis circumscrita, una labirintitis localitzada que es produeix, generalment, per una fístula laberíntica; reactiva o serosa que és una labirintitis difusa sense formació de pus, que és reversible i pot ser conseqüència d'una otitis mitjana aguda o crònica; supurativa: una labirintitis difusa amb formació de pus, que implica la pèrdua dels elements sensorials del laberint i, consegüentment, la pèrdua definitiva de les seves funcions.